# Molenna w Gabowych Grądach
Molenna w Gabowych Grądach – molenna staroobrzędowców we wsi Gabowe Grądy w powiecie augustowskim. Świątynia miejscowej parafii Wschodniego Kościoła Staroobrzędowego.
Staroobrzędowcy, którzy osiedlili się w Gabowych Grądach ok. 1867, należą do bezpopowców – nurtu prawosławia, który nie uznał reform patriarchy Nikona (poł. XVII w.) oraz duchownych wyświęcanych od tamtego czasu. W związku z tym molenna u bezpopowców nie jest, w przeciwieństwie do cerkwi, miejscem sprawowania eucharystii, którą może odprawiać tylko wyświęcony kapłan. W molennach odbywają się jedynie nabożeństwa prowadzone przez nastawnika, wybieranego spośród członków społeczności.
Obecna molenna w Gabowych Grądach powstała w 1948 na miejscu dwóch dawniejszych (poprzednia uległa zniszczeniu w czasie II wojny światowej). Orientowana świątynia ma konstrukcję drewnianą, umieszczoną na betonowym fundamencie. Wzniesiona jest na rzucie prostokąta, przykryta dwuspadowym dachem z blachy. Okna są prostokątne, zwieńczone niewielkim łukiem i otoczone ozdobnym obramowaniem. Z zewnątrz budynek jest oszalowany.
Od zachodu do molenny dobudowana jest trójkondygnacyjna dzwonnica, w jej przyziemiu znajduje się przedsionek i wejście z dwuskrzydłowymi drzwiami. Poszczególne kondygnacje zwężają się ku górze i oddzielone są daszkami okapowymi. Dzwonnica nakryta jest dachem namiotowym, zwieńczonym cebulastą kopułą z kulą i krzyżem.
Wewnątrz świątyni, w części wschodniej, wydzielony jest balustradą kliros (podwyższone miejsce przeznaczone dla nastawnika, prowadzącego nabożeństwa oraz jego pomocników i chóru). Ikony umieszczone są na półkach na ścianie wschodniej (w molennach nie ma ołtarza).
W 1989 molenna została wpisana do rejestru zabytków.